# Консультативно-дорадчий орган
Консультативно-дорадчий орган – це колегіальна установа або орган, які створені при органі публічної влади на постійній чи тимчасовій основі з метою забезпечення участі громадян в управлінні державними та суспільними справами шляхом проведення консультацій з громадськістю, попереднього обговорення питань, віднесених до компетенції органу публічної влади та здійснення громадського контролю за його діяльністю.
Відповідно до Словника української мови  термін "дорадчий" розуміється з тим, хто має право лише обговорювати питання, а не вирішувати його.
В Енциклопедичному словнику з державного управління, складеного науковцями Національної академії державного управління при Президентові України, поняття «консультації з громадськістю» визначається як організований органами публічної влади двосторонній обмін інформацією з громадськістю з метою вироблення соціально обґрунтованих державно-управлінських рішень з питань суспільно-економічного розвитку, задоволення соціальних потреб та інтересів широких верств населення.
Консультативно-дорадчі органи починають посідати все помітніше місце у процесі прийняття нормативно-правових актів у демократичних державах світу. На сьогодні при органах публічної влади створено цілу низку консультативно-дорадчих органів, які мають різний статус, кількісний склад, порядок створення і діяльності тощо. З огляду на конституційне законодавство різних країн, консультативно-дорадчі органи мають різні свої найменування: громадські ради, консультативні комітети, дорадчі або експертні комісії, громадські колегії, робочі групи, громадські палати, консультативні асамблеї, експертні служби, громадські журі тощо.
Правовою основою утворення та діяльності таких органів є Конституція України, закони та інші нормативно-правові акти. Статус консультативно-дорадчого органу, повноваження, основні напрями і форми діяльності визначаються положенням про конкретний орган чи спеціальним актом відповідного державного органу - постановою, розпорядженням, наказом тощо. Порядок створення консультативно-дорадчих органів визначається Постановою Кабінету Міністрів України "Питання консультативних, дорадчих та інших допоміжних органів, утворених Кабінетом Міністрів України" від 17 червня 2009 р. N 599. Надання права на утворення консультативно-дорадчих органів центральними органами виконавчої влади передбачається відповідним положенням про центральні органи виконавчої влади. Зокрема, право Національної комісії з цінних паперів та фондового ринку на утворення консультативно-дорадчих органів регулюється Положенням про Національну комісію з цінних паперів та фондового ринку, затвердженого Указом Президента України № № 1063/2011 від 23.11.11 року.